# صفوف الأنانيب الكربونية السوداء المرتبة عموديا
صفوف الأنانيب الكربونية السوداء المرتبة عمودياً أو الفانتابلاك (بالإنجليزية: Vantablack)‏ ( با الصيني 万塔黑) هي مادة مصنوعة من أنانيب نانوية كربونية. وهي أعلى المواد المعروفة سوادًا إذ تمتص حوالي 99.966% من طيف الضوء المرئي.

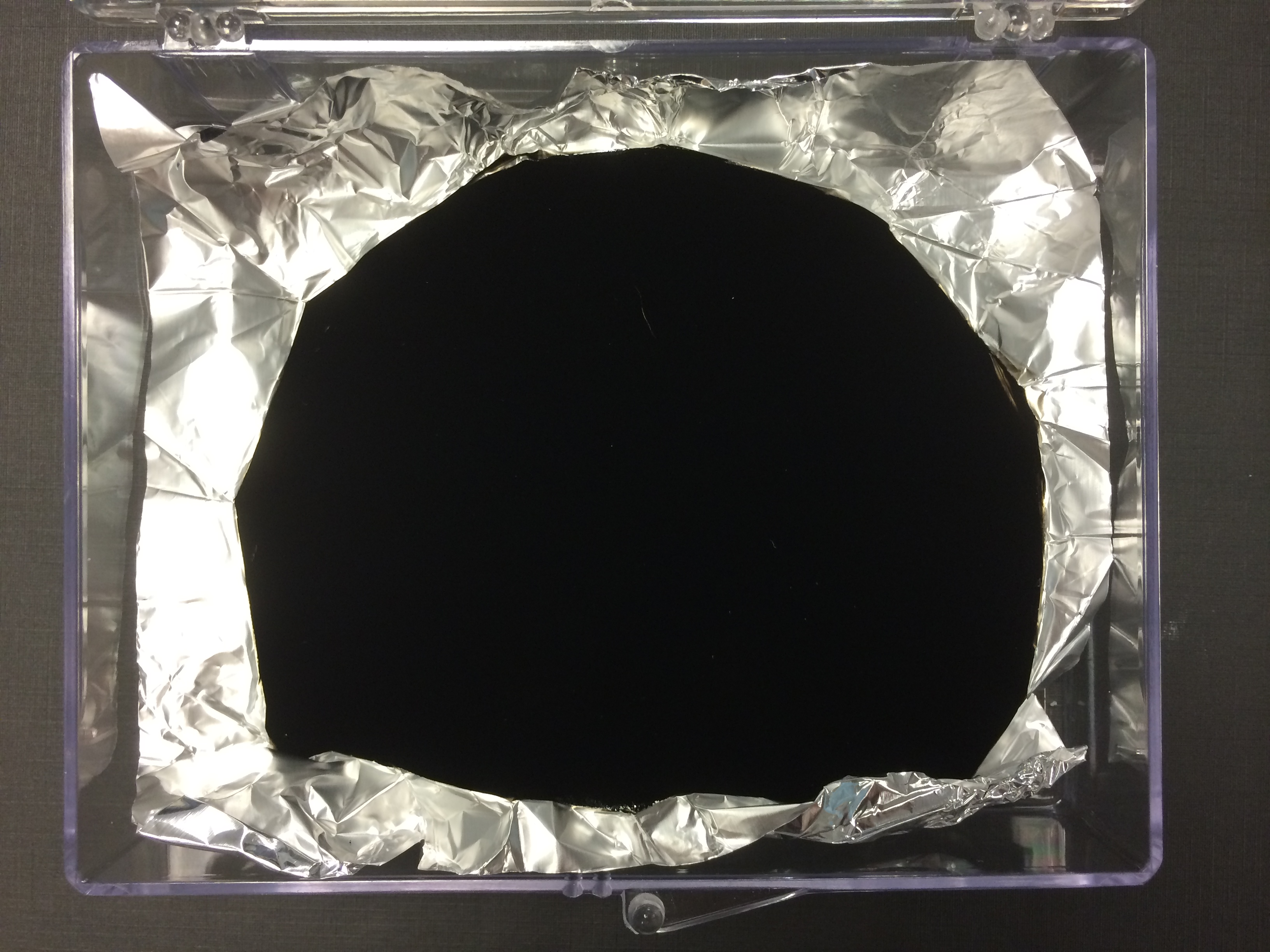
رقائق الفانتابلاك محاطة بـالألومنيوم.

## التسمية
تتكون كلمة فانتابلاك من مقطعين؛ فانتا (Vanta) وهي اختصار لجملة Vertically Aligned NanoTube Arrays ، والتي تعني صفوف الأنابيب النانوية الكربونية المرتبة عمودياً، والمقطع الآخر: بلاك (Black) وهو اللون الأسود باللغة الإنجليزية.

## الخصائص
عند اصطدام الضوء بمادة الفانتابلاك، بدلاً من أن يرتد من سطح المادة يعلق في شباك الأنانيب النانوية الكربونية وينعكس باستمرار بين هذه الأنانيب الكربونية إلى أن يُمتص تدريجياً ويتشتت إلى حرارة فقط 0.035% من الضوء هو الذي يتسرب ويهرب من شباك الأنابيب النانوية الكربونية أي أن تمتص الضوء بنسبة تتراوح بين 95 و98%. من الضوء المرئي. تُصنّع المادة على حرارة 400 درجة سيليزية (752 فهرنهايت)؛ طوّرت شركة ناسا مُركب مشابه للفانتا بلاك والذي يستطيع تحمل درجة حرارة 750 درجة سيليزية (1,380 فهرنهايت) وصنعت المادة من ملايين أسلاك الكربون التي لا يتجاوز سمكها جزءاً مليونياً من المليمتر وهو ما يجعلها الأشد ظلمة على وجه الأرض لدرجة أن العين لا تستطيع تمييز شكلها وماهيتها، حتى إنها أنشأت ما يعرف بثقب أسود.

## التطوير
النسخة الجديدة
```
التجريبية من المادة نُقلت إلى مختبر الفيزياء الوطني ببريطانيا
[
5
]
، قبل وجود ومعرفة مصطلح VANTA. المادة حالياً تحت تطوير مضمون من قبل شركة Surry NanoSystems.
[
6
]
```

## التطبيقات
مادة الفانتابلاك لها العديد من التطبيقات المحتملة، بما في ذلك منع دخول الضوء الشارد من التلسكوبات، وتحسين أداء كاميرات الأشعة تحت الحمراء على الأرض أو في الفضاء، مما يحسّن قدرة التلسكوبات وحساسيتها لرؤية أبهت وأصغر النجوم. يمكن أيضاً أن تُستخدم لزيادة امتصاص الحرارة في تكنولوجيا الطاقة الشمسية المركزة، فضلاً عن التطبيقات العسكرية مثل التمويه الحراري.

## الإنتاج التجاري
في عام 2015م، زاد الإنتاج لتلبية احتياجات المشترين في قطاعات الطيران والدفاع. وكان أول طلب تجاري للمادة بتاريخ يوليو 2014م.

## وصلات خارجية
- مقالة مُدعمة بالصور عن مادة الفانتابلاك.